# Jörn Kammler
Jörn Kammler (* 20. April 1981) ist ein ehemaliger deutscher Handballspieler.

## Karriere
Jörn Kammler spielte ab dem Jahre 1988 für den Hamburger Verein HSG Sasel/DuWO. Im Jahre 2003 wechselte der Rückraumspieler zum Bundesligisten HSV Hamburg. Mit dem HSV wurde er 2004 deutscher Vize-Pokalsieger. Anschließend schloss sich der Rechtshänder dem Regionalligisten VfL Bad Schwartau an. 2008 feierte er mit dem VfL Bad Schwartau den Aufstieg in die 2. Bundesliga. Im selben Jahr wechselte Kammler zum Oberligisten Ahrensburger TSV. Eine Spielzeit später kehrte Kammler zum Ligakonkurrenten HSV Hamburg zurück, für dessen 2. Mannschaft er auflief. Im Sommer 2012 wechselte er zur HG Hamburg-Barmbek. Nach der Saison 2014/15 beendete Kammler bei der HG Hamburg-Barmbek seine Karriere und übernahm dort das Co-Traineramt.